# 音果達河
音果達河（俄语：Ингода），清代依布里亞特語译昂衣得河（ Eŋgidei gôl）是俄羅斯的河流，位於外貝加爾邊疆區，河道全長708公里，流域面積37,200平方公里，與鄂嫩河匯合成為石勒喀河，河畔城鎮有赤塔，河流在11月至4月結冰。

## 词源
尼·谢·佳若洛夫主张源于“ aŋgida”、右转之河。